# Alexander Bannink
Alexander Bannink (* 20. Februar 1990 in Oldenzaal) ist ein niederländischer Fußballspieler.

## Werdegang
Der Mittelfeldspieler Alexander Bannink begann seine Karriere beim Verein Quick ’20 Oldenzaal und wechselte später in die Jugendabteilung des FC Twente Enschede. Mit Twente gewann er am 31. Juli 2010 den niederländischer Supercup nach einem 1:0-Sieg gegen Ajax Amsterdam, bei dem Bannink kurz vor Spielende für Bryan Ruiz eingewechselt wurde. Am 21. August 2010 gab er sein Debüt in der erstklassigen Eredivisie beim 3:0-Auswärtssieg des FC Twente bei Vitesse Arnheim, als er für Marc Janko eingewechselt wurde. In der Saison 2010/11 wurde Bannink an den Ligarivalen Heracles Almelo ausgeliehen. Ein Jahr später folgte eine Leihe an den Zweitligisten FC Zwolle, mit dem Bannink am Saisonende Meister wurde.
Im Sommer 2012 wechselte Bannink zum Zweitligisten FC Emmen, bevor er drei Jahre später zum Erstligisten BV De Graafschap wechselte. Zur Rückrunde der Saison 2016/17 wurde Bannink an den FC Emmen verliehen, bevor er im Sommer 2017 ganz nach Emmen zurückkehrte. In der Relegation zur Eredivisie setzten sich die Emmener zunächst gegen NEC Nijmegen und dann gegen Sparta Rotterdam durch und stiegen auf. Im Sommer 2019 folgte der Wechsel zum Zweitligisten Go Ahead Eagles Deventer, bevor sich Bannink ein Jahr später dem Viertligisten Haaksbergse SC '21 anschloss. Im Sommer 2021 folgte der Wechsel zum deutschen Oberligisten FC Gütersloh. Nach zwei erfolgreichen Jahren in Ostwestfalen die 2023 mit der Oberliga-Meisterschaft und des erreichen des Westfalenpokals endete, wechselte Bannink in die Oberliga Niedersachsen zum TuS Bersenbrück.

## Erfolge
- Niederländischer Supercupsieger: 2010
- Meister der Eerste Divisie: 2012